# 未来へ/ReBorn
『未来へ/ReBorn』（みらいへ/リボーン）は、日本の男性アイドルグループ・NEWSの28作目のシングル。2021年11月17日にJohnny's Entertainment Recordから発売。

## 概要
「未来へ」はメンバーの加藤シゲアキが出演する日本テレビ系土曜ドラマ『二月の勝者-絶対合格の教室-』のテーマソング。コーラスには受験生や学生100名が参加しており、11月17日に放送された日本テレビ系大型音楽特番『ベストアーティスト2021』では、生徒役で出演する市川ぼたんやジャニーズJr.の羽村仁成らとコラボレーションしたスペシャルパフォーマンスを披露した。MVは加藤がクリエイティブにも参加し、映画監督の小島央大が監督を務め制作された。
「ReBorn」は日本テレビ系アニメ『半妖の夜叉姫』のオープニングテーマであり、NEWSが同アニメのオープニングテーマを担当するのは前シングルの「BURN」に続いてとなる。

## リリース
初回盤A（CD+DVD）、初回盤B（CD+DVD）、通常盤（CDのみ）の3形態でのリリース。

### 特典
3仕様購入特典：（1）から（3）の3枚1口で2021年12月25日にJohnny's net オンラインで生配信される「NEWS 小集会 2021 in Xmas」が視聴可能となる。
- 初回盤A - ストリーミング配信視聴ID（1）封入
- 初回盤B - ストリーミング配信視聴ID（2）封入
- 通常盤 - ストリーミング配信視聴ID（3）封入（初回プレスのみ）

## 収録曲
出典:

### CD

#### 通常盤
1. 未来へ
作詞・作曲：ヒロイズム、編曲：ヒロイズム、石塚知生
  - 日本テレビ系土曜ドラマ『二月の勝者 -絶対合格の教室-』テーマソング
2. ReBorn
作詞：篠原とまと、作曲・編曲：ヒロイズム、伊藤賢、辻村有紀
  - 読売テレビ・日本テレビ系TVアニメ『半妖の夜叉姫』弐の章オープニングテーマ[14]

ロックナンバー[17]。
3. Running
作詞・作曲・編曲：ヒロイズム
ラップナンバー[17]。
4. 小さなクリスマス
作詞・作曲・編曲：ヒロイズム
アコースティックギターを主軸にしたクリスマスソング[17]。
5. 未来へ（オリジナル・カラオケ）
6. ReBorn（オリジナル・カラオケ）
7. Running（オリジナル・カラオケ）
8. 小さなクリスマス（オリジナル・カラオケ）

#### 初回盤A
1. 未来へ
2. ReBorn
3. Future is Here
作詞：EIGO（ONEly Inc.）、SWEEP、作曲：☆Taku Takahashi（m-flo, block.fm）、編曲：☆Taku Takahashi（m-flo, block.fm）、Mitsunori Ikeda（Tachytelic Inc.）

#### 初回盤B
1. ReBorn
2. 未来へ
3. JUNK
作詞：篠原とまと、作曲・編曲：伊藤賢、辻村有紀

### DVD

#### 初回盤A
約30分収録。
- 「未来へ」Music Clip & Making

#### 初回盤B
約27分収録。
- 「ReBorn」Music Clip & Making

## 収録映像作品
未来へ
- Johnny's Festival 〜Thank you 2021 Hello 2022〜
- NEWS LIVE TOUR 2022 音楽
- NEWS EXPO（初回盤A『METROCK2023 TOKYO』、初回盤B『PREMIUM LIVE 2』）
- NEWS 20th Anniversary LIVE 2023 in TOKYO DOME BEST HIT PARADE!!!〜シングル全部やっちゃいます〜

ReBorn
- NEWS LIVE TOUR 2022 音楽
- NEWS 20th Anniversary LIVE 2023 in TOKYO DOME BEST HIT PARADE!!!〜シングル全部やっちゃいます〜

## チャート成績
2021年11月29日付オリコンウィークリーランキングでは13.3万枚を売り上げ、初登場1位を獲得。デビューシングル『希望〜Yell〜』から28作連続の1位となり、デビューからのシングル連続1位獲得作品数はKis-My-Ft2と並ぶ歴代4位タイとなった。
Billboard JAPANの「Top Singles Sales」でも初週133,575枚を売り上げて首位を獲得。しかし「JAPAN HOT 100」においては1週間前に発売されたなにわ男子の『初心LOVE』に次ぐ2位となった。